# Paulig
Paulig est une entreprise familiale de commerce alimentaire fondée en 1876 à Helsinki en Finlande,.

## Présentation

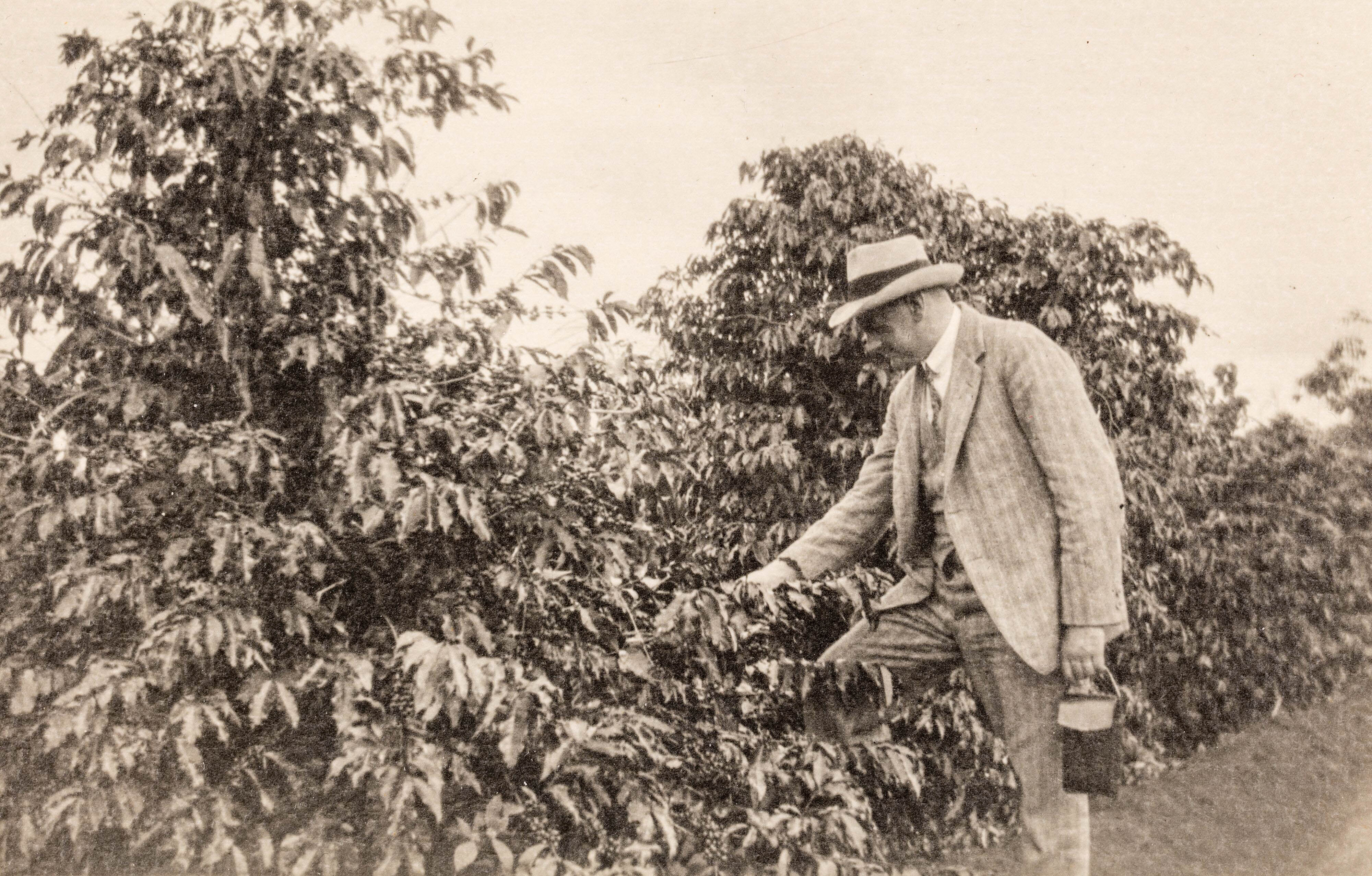
PDG (1919-1947) Eduard Paulig en 1927

En 1871, Gustav Paulig (fi) arrive de Lübeck et s'installe à Helsinki dans Grand-duché de Finlande. 
En 1876, il fonde une société d'importation de sel, de café, d'épices, de farine, de Porto et de cognac. 
En 2019, les principaux domaines d’activités de la société sont Paulig Coffee, Paulig Foods et Paulig Snacks. 
Les marques de la société sont Paulig, Santa Maria, Risenta, Gold & Green et Poco Loco. 
Paulig emploie 2 000 personnes dans 13 pays et réalise un chiffre d'affaires de 929 millions d'euros en 2017.